# Ibarra (Gipuzkoa)
Ibarra település Spanyolországban, Gipuzkoa tartományban. Ibarra Tolosa, Villabona, Berastegi, Berrobi, Belauntza és Leaburu községekkel határos. Lakosainak száma 4112 fő (2024).

## Népesség
A település népessége az utóbbi években az alábbiak szerint változott:
| Lakosok száma | 4284 | 4372 | 4299 | 4335 | 4290 | 4256 | 4237 | 4199 | 4220 | 4112 |
|               | 2001 | 2004 | 2006 | 2009 | 2011 | 2014 | 2016 | 2019 | 2021 | 2024 |